# Jesús Bal y Gay
Jesús Bal y Gay (Lugo, 23 de junio de 1905 - Torrelaguna, Madrid, 3 de marzo de 1993) fue un compositor y musicólogo español. 

## Biografía

### Formación
Comenzó sus estudios musicales en su ciudad natal. Allí entabló contacto con el grupo de la revista Ronsel en cuya editorial publicó Hacia el ballet gallego (1924), ensayo que supuso su lanzamiento a la vida literaria profesional. Con la colaboración de Eduardo Martínez Torner, emprendió un proyecto que ocuparía continuos viajes y mucho tiempo, el Cancionero gallego, que no vería la luz hasta 1974. Fue su obra más conocida y célebre. Se trasladó a Santiago de Compostela para estudiar Medicina, pero lo dejó todo para acudir a Madrid, donde, en 1924, ingresó en la Residencia de Estudiantes.
Vivió en la Residencia entre 1925 y 1933, siendo un activo colaborador de la misma. En ella organiza el servicio de música y trabaja denodadamente en actividades de la Junta de Ampliación de Estudios, gracias a la cual puede seguir recogiendo su monumental Cancionero gallego (cuyos contenidos fueron posteriormente aprovechados por grupos musicales como Milladoiro y otros) en coautoría con Eduardo Martínez Torner. Pero en su labor etnomusicológica se aventuró también por la música popular extremeña y por el repertorio hispano de los siglos XVI y XVII. Formó parte del Centro de Estudios Históricos que dirigía Ramón Menéndez Pidal. Pero fue la Residencia de Estudiantes la que le abrió las puertas de la música de vanguardia, pues allí coincide con Francis Poulenc, Maurice Ravel, Ígor Stravinski o Manuel de Falla. Conoce además en ella a la pianista Rosa García Ascot, alumna de Enrique Granados y única alumna de Manuel de Falla y miembro del Grupo de los Ocho que será en el futuro su esposa. También conocerá en la Residencia a Federico García Lorca. En 1933 compuso su "Pastoral" para guitarra, dedicada al intérprete Regino Sainz de la Maza.
En 1926 empieza a tratar más asiduamente a Falla y a partir de 1927 se implica en el Seminario de Estudios Gallegos y trata a los jóvenes intelectuales y artistas en torno a él reunidos. Colabora en prensa, principalmente desde las páginas de El Pueblo Gallego de Vigo. La publicación del texto Las 30 canciones de Lope de Vega le vale al compositor una invitación para viajar a la Universidad de Cambridge, hacia donde marcha en 1935 como catedrático y en donde permanece tres años.

### Exilio mexicano
No pudiendo volver a España debido a la Guerra Civil, en 1938 se exilió en México, donde fue acogido por el presidente Cárdenas. Su esposa se reuniría con él más tarde, pues permaneció en París para asistir a clases con Nadia Boulanger.
Como integrante de El Colegio de México, impartió: Curso de Introducción a la polifonía clásica (Conservatorio Nacional de Música, 1940), Curso de Las formas polifónicas clásicas, El renacimiento y la música, Curso de Estilografía musical (Escuela Nacional de Música, 1941). Además de presentar en San Miguel de Allende (septiembre de 1940) una conferencia sobre "Lo español en la música popular mexicana" y un concierto con la soprano Irma González en el que presentó Romances y villancicos españoles del siglo XVI para canto y piano en el Palacio de Bellas Artes (1940).Al año siguiente, compuso Cuatro piezas para canto y piano, en la que musicó poemas de Juan Ramón Jiménez, Rafael Alberti y Emilio Prados.
En México se constituyó en uno de los pilares de la cultura musical junto a Adolfo Salazar y allí desarrolló una prolífica y poco conocida labor como musicólogo, ensayista, traductor, colaborador en prensa y compositor, entre muchas otras actividades, que le convirtieron en referente de la vida musical mexicana. Allí también comenzó su íntima amistad con Ígor Stravinski y su mujer Vera. El músico, junto a su esposa y Vera Stravinski, abren la primera galería de arte privada en México, Diana, en la que exponen figuras como Remedios Varo o Leonora Carrington. Participa además en la radio y en el departamento de investigaciones musicales de la Universidad Autónoma, y colabora como crítico musical en El Universal y en Excelsior. Fue considerado una referencia de la vanguardia por la influencia de su gran amigo Stravinski. En México estrenó algunas de sus obras como Serenata o El ballet don Quijote y publicó el Cancionero de Upsala, Tesoro de la música polifónica en México o un estudio sobre Chopin.

### Retorno a España
Volvió a España en 1965, donde, tras una primera etapa de estrenos de algunas de sus obras, fue, exceptuando algún reconocimiento u homenaje puntual, retirándose de la actividad musical pública. Vivió junto a su esposa los últimos años en su domicilio de Paseo de La Habana hasta que, a causa de su salud delicada, ingresan ambos en una residencia en Torrelaguna, donde muere en 1993. Su mujer le sobreviviría casi una década, falleciendo con cien años en 2002. Ambos descansan en el cementerio de la localidad madrileña. Su sobrino-nieto Marcos Sueiro Bal es también compositor e ingeniero de sonido, categoría en la cual fue nominado a un Grammy el año 2009.

## Obra
Escribió además La música en la Residencia (México 1963), varios ensayos musicales, como los dedicados a Chopin o Debussy. En 1960 publica Tientos (ensayos de estética musical) en la UNAM. Entre sus transcripciones de música antigua y popular se cuentan 30 canciones de Lope de Vega editadas por la Residencia en 1935, y el Cancionero de Upsala, editado en México. Compuso, entre otras, Serenata para orquesta de cuerda (1942) y Concierto Grosso en homenaje a Juan Sebastián Bach, su última composición.
Además de su familia directa, en la Residencia de Estudiantes custodian parte de su archivo, formado por un rico epistolario internacional con músicos de su tiempo, representantes de la Institución Libre de Enseñanza e intelectuales gallegos, y transcripciones de polifonía clásica y de su recogida de canciones extremeñas, así como estudios inéditos sobre los vihuelistas españoles del siglo XVI, y todo el material del Cancioneiro Galego. También hay manuscritos de la mayor parte de sus composiciones originales, entre ellas una inédita Oda a Don Quijote y transcripciones de músicas ajenas: Chávez, Stravinski, Manuel de Falla, Nikolái Rimski-Kórsakov, Rosa García Ascot. Hay recortes de sus colaboraciones periodísticas de crítica musical desarrolladas en México, y un borrador de un libro sobre Falla.